# Suehiro Maruo
Suehiro Maruo (丸尾 末広, Maruo Suehiro) (Nagasaki, 28 januari 1956) is een Japans mangaka, illustrator en schilder.

## Biografie
Maruo maakte het eerste deel van zijn middelbare opleiding af in maart 1972, maar zette daarna zijn studies stop. Op 15-jarige leeftijd verhuisde hij naar Tokio waar hij aan de slag ging bij een boekbinderij. Twee jaar later stuurde hij zijn eerste manga naar het Weekly Shonen Jump magazine. Het werk werd afgekeurd omdat de inhoud te expliciet was. Maruo zette zijn tekenactiviteiten tijdelijk stop. In november 1980 maakte hij op 24-jarige leeftijd zijn officiële debuut in het magazine Ribon no Kishi. Vanaf dit moment kon hij zijn artistieke zinnen najagen zonder censuur. Twee jaar later publiceerde hij zijn eerste anthologie: Barairo no Kaibutsu (薔薇色の怪物).
Maruo was een veelvuldig bijdrager aan het beruchte alternatieve mangamagazine Garo (ガロ).
Net zoals vele andere mangaka verschijnt Maruo soms in zijn eigen verhalen. Wanneer hij gefotografeerd wordt, draagt hij bijna altijd een zonnebril.
Hoewel hij vooral bekend is vanwege zijn manga, maakt Maruo ook illustraties voor concertposters, CD covers, magazines, romans en vele andere media. Een aantal van zijn personages werden verwerkt tot figurines.
Hoewel relatief weinig van zijn werk buiten Japan gepubliceerd werd, heeft zijn werk een cultstatus in het buitenland.
De manga Shojo Tsubaki (in het buitenland onder meer gekend als Mr. Arashi's Amazing Freak Show en La Jeune fille aux Camélias) werd in 1992 verwerkt tot een geanimeerde langspeelfilm door Hiroshi Harada met een soundtrack van J.A. Seazer. In 2016 volgde een live-action verfilming.

## Stijl
Een groot deel van Maruo's werk toont bijzonder expliciete seksscènes en geweld. Daarom worden ze gezien als een moderne versie van muzan-e (een gewelddadig subgenre van ukiyo-e). Maruo komt voor in een boek uit 1988 over dit onderwerp samen met Kazuichi Hanawa. Het boek noemt Bloody Ukiyo-e (江戸昭和競作無惨絵英名二十八衆句) en stelt hun werk voor naast traditionele tekeningen van Yoshitoshi en Utagawa Yoshiiku.
Maruo's manga maken deel uit van de Japanse erotic grotesque beweging (エログロ; "ero-guro"). De verhalen spelen zich vaak af tijdens de Japanse Showaperiode. Maruo is gefascineerd door menselijke curiositeiten, vervormingen, geboorteafwijkingen en "circus freaks". Zijn oeuvre toont dan ook vaak personages van deze aard. Twee van zijn meer recente werken zijn bewerkingen van verhalen van Edogawa Rampo, zoals Het Vreemde Verhaal van Panorama Eiland en De Rups.

## John Zorn'sNaked City
Componist John Zorn gebruikte illustraties van Maruo voor de albums van zijn band Naked City. Zorn werkte ook mee aan het voorwoord van een van Maruo's boeken uit 2005.

## Oeuvre

### Figurines
- 人間豹と少年探偵 (ningenhyō to shōnen tantei) Luipaardman en de Jonge Detectieve, gemaakt door Eastpress (イーストプレス)
- 少女椿 (shōjo midori) Het jonge meisje Midori, 18cm figurine gemaakt door Artstorm (アート・ストーム)

## Vertalingen
Maruo's werk wordt vertaald in het Engels (Blast Books, Creation Books, Last Gasp, Stone Bridge Press), Portugees (Conrad Editora), Frans (Le Lézard Noir), Duits (Reprodukt Comics), Italiaans (Coconino Press), Spaans (Glénat, Ediciones Otaku Manga, ECC) en Russisch (Comix Factory).